# Golf de Salern
El Golf de Salern - golfo di Salerno (italià) - és un golf a la mar Tirrena situat a la part nord de la província de Salern, Itàlia. Està tancat, al nord, per la costa amalfitana (dita també la Divina Costiera per la seva bellesa), que acaba a punta Campanella; a l'est, per la plana del Sele; i, al sud, per la costa Cilentana fins punta Licosa.
La distància que separa punta Campanella de punta Licosa és d'uns 61 km. La superfície de mar que hi ha dins la línia imaginària que uneix ambdós caps i la costa és d'uns 2.450 km².
Al golf hi desemboquen els rius Sele-Tanagro (138 km), Irno (11 km), Picentino i Tusciano (37 km).

## Municipis

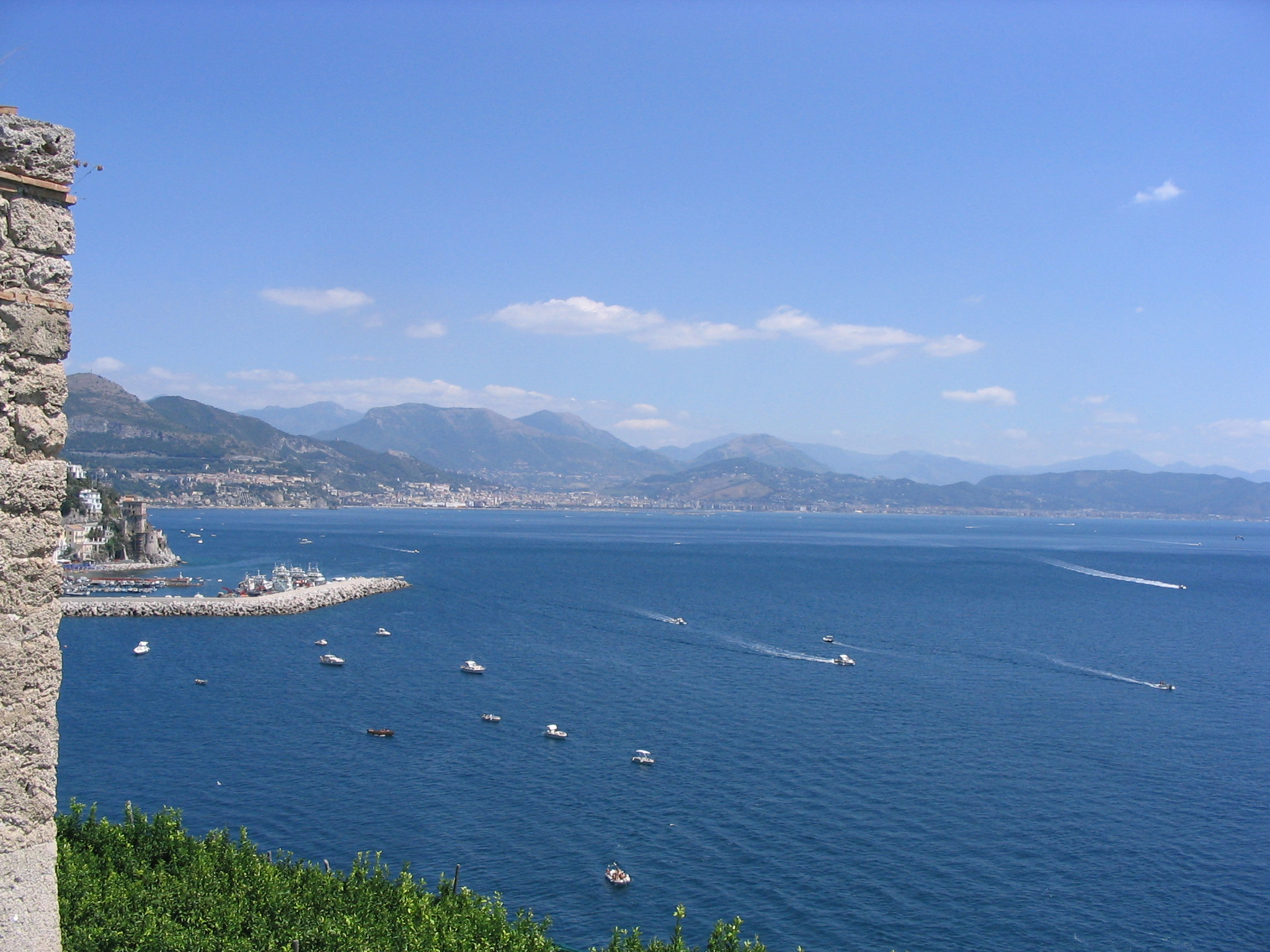
El golf de Salern vist des de costiera amalfitana

- Costiera sorrentina
  - Massa Lubrense
  - Vico Equense
- Costiera amalfitana
  - Positano
  - Praiano
  - Furore
  - Conca dei Marini
  - Amalfi
  - Atrani
  - Ravello
  - Minori
  - Maiori
  - Cetara
  - Vietri sul Mare
- Salern
- Piana del Sele
  - Pontecagnano Faiano
  - Battipaglia
  - Eboli
  - Capaccio-Paestum
- Costiera cilentana
  - Agropoli
  - Castellabate

## Flora i fauna marina
La fauna marina és molt rica. Entre d'altres hi ha les espècies:
- Engraulis encrasicolus
- Mugilidae
- Epinephelus
- Dentex dentex
- Sparus aurata
- Xiphias gladius
- Diplodus
- Sardina pilchardus
- Scorpaena
- Dicentrarchus labrax
- Mullidae
- Thunnus thynnus (gènere Scombridae)
- Pomatomus saltatrix
- Coryphaena hippurus
- Euthynnus alletteratus
- Auxis thazard
- Naucrates ductor